# Piedrahíta
Piedrahíta est une commune de la province d'Ávila dans la communauté autonome de Castille-et-León en Espagne.

## Géographie
Les premiers témoignages sur la ville de Piedrahíta datent de 1189, sous le règne d'Alphonse VIII. C'est à cette époque que la seigneurie de Valdecorneja a été crée, qui acquira un grand renom pendant le Moyen Âge grâce en grande mesure a son excellent emplacement. La conquête musulmane a entraîné une énorme croissance économique pour cette zone proche à Gredos, vu qu'elle a signifié la création des premiers puits à eau de la région.
Bérengère Ire, reine de Castille et fille d'Alphonse VIII, a donnée sa forteresse au village, selon la tradition.

## Administration
| Période                                  | Période | Identité | Étiquette | Qualité |
| ---------------------------------------- | ------- | -------- | --------- | ------- |
|                                          |         |          |           |         |
| Les données manquantes sont à compléter. |         |          |           |         |